# Europaparlamentsvalet i Västtyskland 1989
Europaparlamentsvalet i Västtyskland 1989 ägde rum söndagen den 18 juni 1989. Drygt 45 miljoner personer var röstberättigade i valet om de 81 mandat som Västtyskland hade tilldelats innan valet. I valet tillämpade landet ett valsystem med partilistor, Hare-Niemeyers metod och en spärr på 5 procent för småpartier. Västtyskland var inte uppdelat i några valkretsar, utan fungerade som en enda valkrets i valet. Däremot var det möjligt för politiska partier att endast ställa upp i en eller några av delstaterna. Till exempel ställde CSU endast upp i delstaten Bayern, där systerpartiet CDU samtidigt avstod från att ställa upp. Valet var det sista Europaparlamentsvalet som hölls innan enandet av Tyskland 1990.
Socialdemokraterna blev valets största parti, och erhöll nästan lika stor andel av rösterna som i valet 1984. Partiet miste dock två mandat. Kristdemokratiska CDU var valets största förlorare och tappade nästan åtta procentenheter av sitt väljarstöd. Det gav partiet nio mandat färre än i valet 1984. Die Grünen och CSU behöll i princip samma väljarandelar som i valet 1984. Die Grünen ökade dock med ett mandat. Både det högerextrema Republikanerna och det liberala FDP lyckades passera femprocentsspärren, vilket gav dem sex respektive fyra mandat. I övrigt lyckades inget parti erhålla mandat i det tyska Europaparlamentsvalet.
Valdeltagandet ökade med mer än fem procentenheter till 62,28 procent. Det var dock inte lika högt som i valet 1979. Valdeltagandet låg ett par procentenheter högre än genomsnittet för hela gemenskaperna. Jämfört med Västtysklands federala riksdagsval var dock valdeltagandet lågt i likhet med tidigare tyska Europaparlamentsval.

## Valresultat
| |         |  |            |        |
| | Andel   |  | Antal      | Mandat |
| Socialdemokraterna                                                                                   | 37,32 % |  | 10 525 728 | 31     |
| Socialdemokraterna                                                                                   | –0,09 % |  | +1 229 311 | –2     |
| CDU                                                                                                  | 29,54 % |  | 8 332 846  | 25     |
| CDU                                                                                                  | –7,92 % |  | –975 565   | –9     |
| Die Grünen                                                                                           | 8,45 %  |  | 2 382 102  | 8      |
| Die Grünen                                                                                           | +0,30 % |  | +356 130   | +1     |
| CSU                                                                                                  | 8,25 %  |  | 2 326 277  | 7      |
| CSU                                                                                                  | –0,24 % |  | +217 147   | ±0     |
| Republikanerna                                                                                       | 7,12 %  |  | 2 008 629  | 6      |
| Republikanerna                                                                                       | +7,12 % |  | +2 008 629 | +6     |
| FDP                                                                                                  | 5,59 %  |  | 1 576 715  | 4      |
| FDP                                                                                                  | +0,79 % |  | +384 091   | +4     |
| Övriga partier och kandidater                                                                        | 3,74 %  |  | 1 054 393  | 0      |
| Övriga partier och kandidater                                                                        | +0,04 % |  | +135 576   | ±0     |
| Ogiltiga och blanka röster                                                                           | 1,06 %  |  | 301 908    | 0      |
| Ogiltiga och blanka röster                                                                           | –0,47 % |  | –85 475    | ±0     |
| Valdeltagande                                                                                        | 62,28 % |  | 28 508 598 | 81     |
| Valdeltagande                                                                                        | +5,52 % |  | +3 269 844 | ±0     |
| Antal röstberättigade 45 773 179 31 SOC 32 EPP 04 LDR 00 EUL/LU 00 ED 08 G 00 EDA 06 DR 00 RBW 00 NI |         |  |            |        |